# Низька церква
Низька́ це́рква (англ. Low church) — євангелічна течія в протестантизмі, що здебільшого асоціюється з Англіканським євангелічним рухом (англ. Anglican Evangelical movement) в англіканській церкві.
Первісно визначення використовувалось як зневажливе, особливо прихильниками наявного з XVII ст. руху Високої церкви, однак нині сприймається як оцінно нейтральний термін.
Словник Webster's дає таке визначення гасла «Низька церква»:
|  | Низька церква (1710) — прагнення, особливо в англіканському богослужінні, мінімізувати роль духівництва, таїнств і ритуальної частини богослужіння та надати більшого значення євангельським принципам. |